# 10-а армия (Вермахт)
10-а армия (на немски: 10. Armee) е една от армиите на Вермахта, участваща във Втората световна война.
Активна отново на 6 август 1939 г., под командването на фелдмаршал Валтер фон Райхенау. Участва в нападението над Полша до 10 октомври 1939 г., след което е преименувана на 6-а армия.
През 1943 г. е възстановена отново като част от отбраната на Италия. Води битки до края на 1943 г. и началото на 1944 г. в района на „Зимната линия“ в сраженията при Сан Пиетро и Монте Касино, преди да бъде изтеглена в Алпите. В състава си тя включва 24-ти танков корпус и парашутна дивизия на Луфтвафе.

## Командири
- Фелдмаршал Валтер фон Райхенау (6 август 1939 – 10 октомври 1939 г.)
- Генерал-полковник Хайнрих фон Фитингоф (15 август 1943 – 14 февруари 1945 г.)
- Генерал от планинските войски Траугот Хер (15 февруари 1945 – 2 май 1945 г.)